# ゲメナ
ゲメナ(Gemena)は、コンゴ民主共和国北西部の南ウバンギ州の州都。
2012年の人口は13万8527人。

## 人口
- 1984年7月1日：6万3052人
- 2004年7月1日：11万3879人[2]
- 2012年：13万8527人

## 交通

### 空港
- ゲメナ空港

### 道路
- トランス・アフリカ・ハイウェイ8号線

## 軍事
2007年から国軍の第10統合旅団が置かれている。